# 空を見上げて (2丁拳銃の曲)
「空を見上げて」（そらをみあげて）は、日本のお笑いコンビ、2丁拳銃の3枚目のシングル。1999年3月25日、イーストウエスト・ジャパンからリリース。

## 解説
- カップリングには、甲本ヒロト（当時はTHE HIGH-LOWSとして活動中）が作詞・作曲した「見せてごらん」が収録されている。

## 収録曲
1. 空を見上げて
（作詞：JILL、作曲：渡邉貢、編曲：HAL）
  - TX系「JAPAN COUNTDOWN」エンディング・テーマ
2. 見せてごらん
（作詞・作曲：甲本ヒロト、編曲：HAL）
3. 空を見上げて（オリジナル･カラオケ）
（作詞：JILL、作曲：渡邉貢、編曲：HAL）